# Zoque d'Ayapa

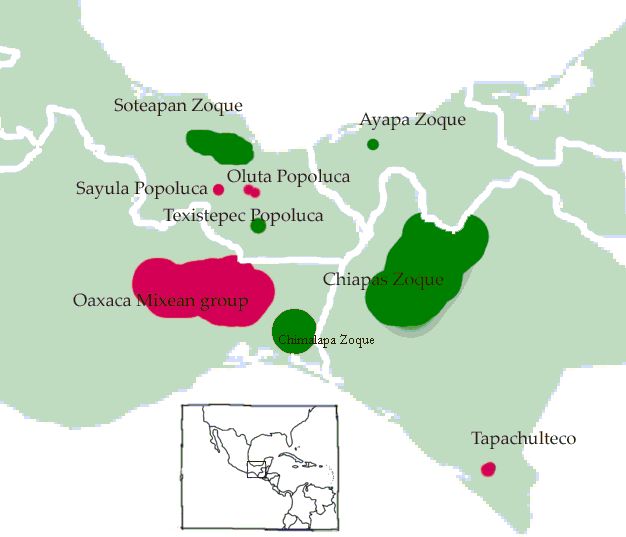
En verd, les llengües zoque de la família mixezoque

El Zoque d'Ayapa o zoque de tabasco, també anomenada ayapanec, és una llengua amenaçada del grup zoque, una llengua de la família de les llengües mixezoque. És parlada a Ayapa, dins el municipi de Jalpa de Méndez, una vila a 10 km a l'est de Comalcalco, a Tabasco, Mèxic. El nou nadiu és Nuumte Oote 'veu veritable'. Era una llengua vibrant, tot i que minoritària, fins a la segona meitat del segle xx, quan patí la introducció de l'educació compulsòria en castellà, la urbanització i l'emigració dels seus parlants. De manera que el 2011 només dues persones parlaven ayapaneca fluentment, Manuel Segovia (nascut cap al 1936) i Isidro Velasquez (nascut cap al 1942).
Daniel Suslak, professor adjunt d'antropologia a la Universitat d'Indiana, és un dels lingüistes que treballen per preparar el primer diccionari de la llengua, però els seus esforços s'han vist obstaculitzats pel fet que els senyors Segòvia i Velázquez no es cauen bé i es neguen a parlar l'un amb l'altre, fins i tot com a part d'una conversa gravada amb fins d'investigació. L'Instituto Nacional de Lenguas Indígenas (INALI) també ha mostrat interès per revitalitzar la llengua.